# Döberschütz
Döberschütz ist ein Gemeindeteil von Seybothenreuth im Landkreis Bayreuth (Oberfranken, Bayern). Döberschütz liegt in der Gemarkung Seybothenreuth.

## Geografie
Das Dorf liegt in der Talsenke des dort entspringenden Rostinggrabens, eines rechten Zuflusses des Laimbachs. Eine Gemeindeverbindungsstraße führt nach Fenkensees (1,8 km südöstlich) bzw. zur Staatsstraße 2463 (0,2 km westlich), die südlich nach Seybothenreuth zur Bundesstraße 22 bzw. nördlich nach Weidenberg verläuft.

## Geschichte
Döberschütz wurde in der Schenkungsurkunde des Klosters Michelsberg von 1150 erstmals urkundlich erwähnt. Der Ortsname ist slawischen Ursprungs. Von 1434 bis 1499 war der Ort im Besitz des Klosters Speinshart.
Gegen Ende des 18. Jahrhunderts bestand Döberschütz aus 12 Anwesen. Die Hochgerichtsbarkeit stand dem bayreuthischen Stadtvogteiamt Bayreuth zu. Die Dorf- und Gemeindeherrschaft hatte das Hofkastenamt Bayreuth. Grundherren waren das Hofkastenamt Bayreuth (4 Halbhöfe, 1 Dreiviertelhof, 2 Sölden, 2 Häuser), die Hofkanzlei Bayreuth (1 Zweidrittelsölde, 1 Haus) und das Pfarrverwalteramt Kemnath (1 Halbhof).
Von 1797 bis 1810 unterstand der Ort dem Justiz- und Kammeramt Bayreuth. Mit dem Gemeindeedikt wurde Döberschütz dem 1812 gebildeten Steuerdistrikt Seybothenreuth zugewiesen. Zugleich entstand die Ruralgemeinde Döberschütz. Sie war in Verwaltung und Gerichtsbarkeit dem Landgericht Weidenberg zugeordnet und in der Finanzverwaltung dem Rentamt Bayreuth. Mit dem Gemeindeedikt von 1818 erfolgte die Eingemeindung nach Seybothenreuth.

### Einwohnerentwicklung
| Jahr      | 001818 | 001861 | 001871 | 001885 | 001900 | 001925 | 001950 | 001961 | 001970 | 001987 | 002020 |
| Einwohner | 98     | 135    | 135    | 113    | 105    | 113    | 161    | 95     | 73     | 54     | 60     |
| Häuser    | 14     |        |        | 18     | 14     | 16     | 15     | 18     |        | 16     |        |
| Quelle    | [ 7 ]  | [ 10 ] | [ 11 ] | [ 12 ] | [ 13 ] | [ 14 ] | [ 15 ] | [ 16 ] | [ 17 ] | [ 18 ] | [ 1 ]  |

## Religion
Döberschütz ist seit der Reformation evangelisch-lutherisch geprägt und nach St. Michael (Weidenberg) gepfarrt.